# Борозды Бишангарх

Борозды Бишангарх (система крупных трещин в центре) на изображении космического аппарата Кассини-Гюйгенс

Борозды Бишангарх (англ. Bishangarh Fossae) — система длинных и узких впадин (борозд) на поверхности спутника Сатурна — Энцелада.  Борозды, как полагают ученые, являются результатом целого ряда геологических процессов, например, разломов или обвалов.

## География
Примерные координаты — 24°00′ ю. ш. 225°48′ з. д. / 24° ю. ш. 225,8° з. д.. Максимальный размер структур составляет 163 км. Западнее, совсем рядом, находятся длинная борозда Хорасан (её часть видна на снимке справа у левого края), а на северо-западе рытвины Арран. На востоке находится множество именных кратеров, таких как Аль-Мустази, Зумурруд, Хассан и другие.

## Эпоним
Названы в честь города Бишангарх, упомянутого в сборнике арабских сказок Тысяча и одна ночь. Официальное название было утверждено Международным астрономическим союзом в 2010 году.